# Schaduwbanden
Schaduwbanden zijn grillig uitziende bewegende patronen, teweeggebracht door de onrustige aardatmosfeer tijdens een totale zonsverduistering. Deze patronen zijn enkel zichtbaar kort voor en kort na de fase van volledige zonsverduistering, steeds als de uiterst dunne heldere sikkelvormige rand van de zonneschijf eventjes zichtbaar is. Schaduwbanden kunnen geprojecteerd worden op witte oppervlakken zoals sneeuwtapijten, muren, uitgespreide witte lakens op de grond.

## Ontstaanswijze
Dit optisch verschijnsel is vergelijkbaar met de grillige bewegende patronen die zichtbaar zijn op de bodem van een door het zonlicht beschenen zwembad waarvan het wateroppervlak steeds in beweging is. De aardatmosfeer kan vergeleken worden met het onrustige water van het zwembad, waarbij het zonlicht doorheen het water (of de atmosfeer) schijnt, geprojecteerd wordt op het oppervlak daaronder, en daardoor de onrust van het zich daarboven bevindende medium verraad. De schijnbare diameter van de lichtbron speelt hierbij een belangrijke rol. De zonneschijf is klein genoeg om de onrust van het water aan te tonen, maar veel te groot om de onrust van de atmosfeer te laten zien. Het is enkel kort voor of na een totale zonsverduistering dat het uiterst kleine of uiterst dunne fragmentje van de zonneschijf in staat is om schaduwbanden zichtbaar te maken.

## Witte lakens op de grond
Tijdens totale zonsverduisteringen leggen ervaren waarnemers wel eens uitgespreide witte lakens op de (meestal donkere) grond om kort voor en kort na de eigenlijke verduistering de geprojecteerde schaduwbanden in 't oog te houden. De gemiddelde duur van het verschijnen van schaduwbanden bedraagt slechts enkele seconden tot hooguit een minuut.

## Schaduwbanden teweeggebracht door de zon en een bergrand
In 1906 ondernam C. Rozet, naar aanleiding van de waarnemingen van M. Amann in 1905, een reeks optische experimenten om horizontaal geplaatste schaduwbanden te detecteren, afkomstig van een ver verwijderde horizontaal geplaatste bergrand waarachter de zon iedere dag onderging. Eens het allerlaatste deel van de bovenrand van de zon nog zichtbaar was, tekenden zich op een wit scherm tegenover het openstaande raam in de kamer waar C. Rozet zo goed als dagelijks op betreffend tijdstip stond te wachten, een grillig uitziend stelsel schaduwbanden af. Dit experiment werd 75 keren herhaald. De bevindingen van deze reeks experimenten werden opgenomen in het Britse magazine Knowledge: An Illustrated Magazine of Science.

## Schaduwbanden teweeggebracht door de zon en de bovenrand van een appartementsgebouw
Wie in een stad met hoogbouw woont kan de zon wel eens zien opkomen of ondergaan aan de bovenrand van een appartementsgebouw. Als de projectiekamer van de waarnemer zich op relatief grote afstand van het appartementsgebouw bevindt is de kans groot dat er zich op de tegenoverliggende muur van de projectiekamer schaduwbanden zullen vertonen, kort na het verschijnen van de bovenrand van de opkomende zon of kort voor het verdwijnen van de bovenrand van de ondergaande zon. Daarbij moet wel gelet worden op de mate van doorzichtigheid van de atmosfeer. De projectie kan niet uitgevoerd worden tijdens vorming van nevel of smog. De rand van de zon is dan wel te zien, de helderheid van het zonlicht is veel te zwak om het te kunnen projecteren.

## De heldere ster Sirius
Een ander goed voorbeeld van een relatief heldere puntvormige lichtbron die zich buiten de aardatmosfeer bevindt, om het optische verschijnsel schaduwbanden waar te nemen, is de ster Sirius (α Canis Majoris in het sterrenbeeld Grote Hond). Waarnemers die beschikken over een niet-flexibele convergerende fresnellens met een diameter van ten minste 50 centimeter kunnen, met wat oefening, het brandpunt van Sirius op het waarnemend oog plaatsen en het gehele oppervlak van de fresnellens zien oplichten in het blauwachtig-witte licht van Sirius. Daarbij zal vrijwel onmiddellijk opgemerkt worden dat dit schijnsel zeer onrustig is. Hetgeen men waarneemt is de onrust van de aardatmosfeer. Al naargelang de windrichting zal de beweging van de luchtonrust van links naar rechts of omgekeerd lopen. Bij windstil weer kunnen alsnog allerlei traag bewegende wervelingen worden waargenomen. Indien Sirius zich vanuit de positie van de waarnemer schijnbaar boven een warmtebron bevindt (bijvoorbeeld boven een schouw) zal de luchtonrust boven deze warmtebron waargenomen kunnen worden. De onrust van de atmosfeer is dan ook de oorzaak van de scintillatie van heldere sterren die relatief laag boven de horizon staan. In het geval van Sirius is de scintillatie een zeer opvallend verschijnsel en steeds vergezeld van een zeer snel en onophoudelijk wisselen van alle kleuren van het spectrum, deels teweeggebracht door het optisch verschijnsel van chromatische dispersie.

## Waarnemingen met een spiegeltelescoop
Schaduwbanden kunnen ook waargenomen worden door middel van een spiegeltelescoop die naar een heldere ster zoals Sirius of Wega gericht is. De diameter van de telescoopbuis (van bijvoorbeeld een Dobsontelescoop) speelt hierbij een belangrijke rol daar het oppervlak van de hoofdspiegel kan vergeleken worden met het oppervlak van de hierboven beschreven niet-flexibele convergerende fresnellens. De waarnemer moet de focussering van de telescoop opzettelijk verkeerd instellen, zodanig dat het beeld van de ster zich vertoont als een relatief grote schijf. In deze schijf zijn de silhouetten van de vangspiegel en van de kruisvormige montering van deze spiegel te zien, evenals de grillige bewegende patronen die kenmerkend zijn voor de luchtonrust in de aardatmosfeer.

### Fritz Zwicky'sAerial Blobs
Met behulp van een relatief grote spiegeltelescoop (200-inch) nam de Zwitserse astronoom Fritz Zwicky een variant van schaduwbanden waar tijdens het observeren van eender welke heldere ster. De focusering van de telescoop was steeds opzettelijk verkeerd ingesteld, en aldus nam Zwicky een optisch verschijnsel waar dat hij bij gebrek aan een wetenschappelijke aanduiding de bijnaam Aerial Blobs gaf. Het viel hem op dat er zich bolvormige schaduwen vertoonden in plaats van de kenmerkende banden of wervelingen. Sommige van deze bolvormige schaduwen bleven betrekkelijk lang op dezelfde plaats in het schijfvormige onscherpe beeld van de ster staan

## De heldere planeet Venus
Venus kan evengoed als lichtbron dienst doen om de luchtonrust van de aardatmosfeer zichtbaar te maken. Als de helderheidsmagnitude van Venus het gunstigst is kan het schijnsel ervan geprojecteerd worden op een wit oppervlak. Om dit optisch experiment op een efficiënte manier te laten verlopen is het aan te raden om dit binnenskamers te doen en om elke vorm van kunstmatige verlichting in de kamer, hoe miniem ook, te weren. Daarbij moet ook in het oog gehouden worden dat niets van het schijnsel van eventuele kunstmatige verlichting buitenshuis naar binnen komt via het venster van de kamer. Enkel het schijnsel van Venus mag het witte oppervlak bereiken. De waarnemende ogen moeten de duisternis gewend worden en het Cythereaanse schijnsel zal spoedig zichtbaar zijn. Na enkele seconden zal opgemerkt worden dat de helderheid van dit schijnsel fluctueert. Dit wordt veroorzaakt door de luchtonrust buitenshuis. Een nog betere manier om de luchtonrust met behulp van de heldere planeet Venus zichtbaar te maken is de methode met de niet-flexibele convergerende fresnellens. Alhoewel Venus zich tijdens haar helderste fase niet echt als een puntvormige lichtbron vertoont, maar wel als een klein sikkeltje, lukt het experiment aardig. Net zoals met de heldere ster Sirius kan het brandpunt van Venus op het waarnemend oog geplaatst worden en zal het gehele oppervlak van de fresnellens oplichten in het zachtjes pulserende witte schijnsel ervan.

### Waarschuwing
Een dergelijk optisch experiment met een niet-flexibele convergerende fresnellens mag in geen geval worden uitgevoerd met behulp van het licht van de zon, zelfs ook niet kort voor of kort na een totale zonsverduistering. Het licht van de fotosfeer van de zon is in alle gevallen veel te helder voor het waarnemend oog en kan blijvend letsel veroorzaken.

### Puntvormig gereflecteerd zonlicht op een bolvormig spiegelend oppervlak
Anderzijds mag wel gekeken worden naar gereflecteerd zonlicht afkomstig van een relatief klein spiegelend bolvormig voorwerp dat zich op grote afstand van de waarnemer bevindt, zoals de door M.G.J. Minnaert beschreven tuinbol (sferische spiegel), of de spiegelende gebogen ruit van een zich eveneens op verre afstand bevindende auto. Gedurende warme zomerse omstandigheden waarbij de door de zon beschenen asfaltlaag van een grote parkeerplaats verhit wordt, kunnen met behulp van een niet-flexibele convergerende fresnellens allerlei grillig uitziende luchtturbulenties worden waargenomen, met als lichtbron de puntvormige zonlichtreflectie op een verre gebogen autoruit.

## Kunstmatige puntvormige lichtbronnen
Schaduwbanden kunnen ook met behulp van kunstmatige puntvormige lichtbronnen optreden. Het schijnsel van een ver verwijderd zoeklicht, of van een vuurtoren aan de horizon, kan, geprojecteerd op een witte muur, de luchtonrust tussen de waarnemer en het verre zoeklicht of de vuurtoren op overtuigende wijze toonbaar maken. Met behulp van een niet-flexibele convergerende fresnellens kan tevens naar een zich dichterbij bevindende kunstmatige puntvormige lichtbron gekeken worden, bijvoorbeeld een helder stralende spot aan een torenkraan voor hoogbouw. Zoals bij de hierboven beschreven experimenten met de fresnellens dient ook het brandpunt van de heldere spot op het oog van de waarnemer geplaatst te worden, teneinde het gehele oppervlak van de fresnellens te zien oplichten.

## Ronald L. Ives en grootschalig optredende schaduwbanden
De Amerikaanse geograaf Ronald L. Ives verrichte omstreeks het midden van de twintigste eeuw een groot aantal waarnemingen van een equivalent van het verschijnsel schaduwbanden. Dit enigszins afwijkend verschijnsel vertoonde zich steeds kort voor zonsondergang. De schaduwbanden zagen eruit als een stelsel parallelle banen of stroken die zich met een snelheid van omstreeks 60 km/h van de waarnemer weg bewogen, naar de richting van het tegenpunt van de zon toe. De duur van dit verschijnsel bedroeg steeds ongeveer 30 seconden. M.G.J. Minnaert beschreef het in zijn De natuurkunde van 't vrije veld als volgt:
In dergelijke omstandigheden, maar slechts op heel enkele dagen, bemerkte Ives schaduwbanden op bijna horizontaal terrein. Hij keek vanuit een hoog punt of vanuit een vliegtuig. De banden waren verscheidene kilometers breed en duurden ten hoogste 30 sekonden!

## Schaduwbandenteweeggebracht door geluidsgolven
De schaduwbanden die veroorzaakt worden door de algemene luchtonrust mogen niet verward worden met de uitdijende boogvormige (of cirkelvormige) schaduwbanden die teweeggebracht worden door geluidsgolven van explosieve aard (schokgolven). Gedurende de eerste en tweede wereldoorlogen werden in de hemel veelvuldig uitdijende schaduwbanden waargenomen. Deze schaduwbanden ontstonden na zware explosies op de grond en in de lucht.

### Raketten
Tijdens lanceringen van relatief zware raketten tekenen dit soort cirkelvormige uitdijende schaduwbanden zich veelvuldig af op de bewolkingslaag waar de raket doorheen breekt. In dit geval betreft het meestal een laag ijle cirrusbewolking. Deze schokgolven kunnen ook tijdelijke veranderingen in het uitzicht van haloverschijnselen teweegbrengen.